# توتلينغن
توتلينغن أو تُتلِنغِن (بالألمانية: Tuttlingen توتلينغن) هي بلدة في ولاية بادن فيرتمبرغ، عاصمة مقاطعة توتلينغن، ألمانيا. نيندينغن، ومورينغن، واسلنغن هي ثلاثة بلديات سابقة تنتمي إلى توتلينغن. تضم المقاطعة (كرايس) عددا من البلدات المحيطة بما في ذلك تروسينغن شبايشينغن ومولهايم أن در دوناو.
بنيت المدينة حول جبل هونبيرغ، حيث تقع أطلال قلعة بنيت في العصور الوسطى وهي حالياً مكان اقامة مهرجانات وحفلات موسيقية. في عام 1803، دمرت النيران معظم البلدة ونجا فقط قسم ضئيل من المدينة الأصلية.
يوجد اليوم في توتلينغن العديد من المشاريع التجارية وصناعة كبيرة كما أنها موطن لأكثر من 200 شركة للمعدات الجراحية، بما في ذلك كارل شتورز المحدودة، إسكولاب، هيتيش لأجهزة الطرد المركزي، وشركة مارتن ك.ل.س الدولية للأدوات الطبية. يصنع في المدينة 50% من المعدات الجراحية في العالم في هذه البلدة. نحو 170 من المصنعين وشركات المبيعات تعرض منتجاتها وخدماتها في معرض دائم للأدوات الجراحية والأجهزة الطبية، يدعى آ.سي.آي.جي، ويقام على أكثر من 500 متر مربع. يضم هذا المعرض تاريخ الأدوات الجراحية، ومفتوح لأي كان طوال العام بالمجان. تعرف توتلينغن أيضاً بمنطقة المشاة، سوقها الذي يعقد مرتين في الأسبوع، ونافورة، والمتاجر، والمعارض الفنية.
في صيف كل سنة يعقد مهرجان «صيف هونبيرغ» الذي يعد مناسبة شهيرة للحفلات الرائعة. كما يجري مهرجان «اركض وامرح» في الفترة بين 12-13 حزيران من كل عام.
يقع مصدر الدانوب بالقرب من دوناوشينغن وحجم مجرى النهر في هذه المنطقة يبدو كنهر صغير مقارنة بمجراه الأكثر شهرة في فيينا. تقع توتلنغن في شفابيا شرق منطقة الغابة السوداء في الألب الشفابية.
كتب الشاعر الألماني غوته أن المدينة والمنطقة المحيطة بها ذات منظر طبيعي غريب وجذاب، تلية ذات حقول ومناطق متقطعة من الغابات. ويقال إنه ترك ساعته في البلدة.
توجد في المدينة جاليات مسلمة من بلدان عديدة مثل العراق وبلدان المغرب العربي بالإضافة إلى الجالية التركية والبوسنية.

## العلاقات الدولية
المدينة متوأمة مع:
- باتاغليا تيرمه، إيطاليا
- بيكس، سويسرا
- بيشوفستسيل، سويسرا
- دراغونيان، فرنسا
- فايدهوفن أن در يبس، النمسا

## وصلات خارجية
- صفحة توتلينغن الرسمية (بالألمانية)

- ملاحظات من توتلينغن (وصف لصناعة الأدوات الجراحية في المدينة)

## صور

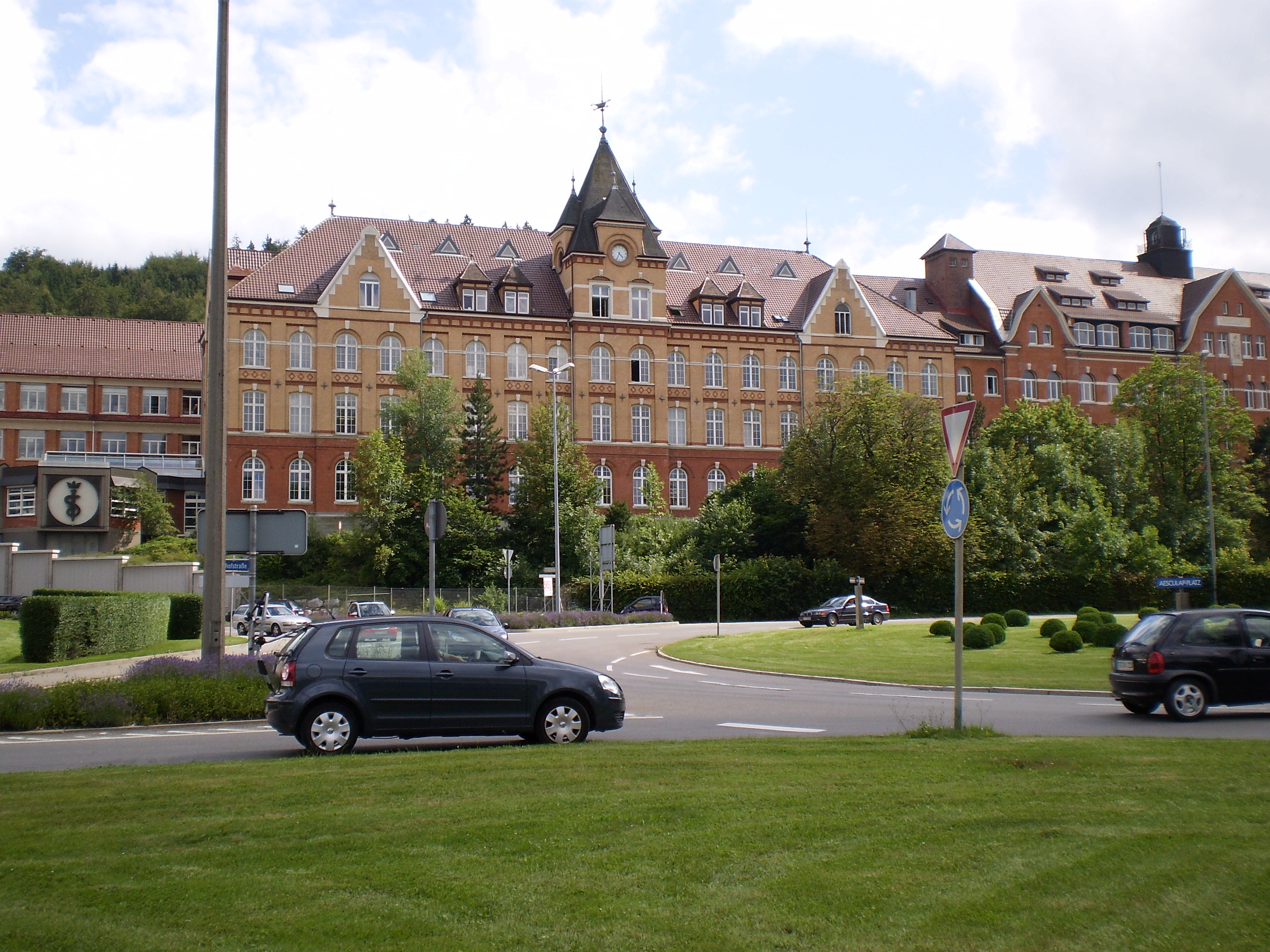
شركة أسكولاب للأدوات الجراحية

المتنزه العام

المتنزه العام

المتنزه العام

نافورة المدينة

كنيسة المدينة